# Nô tì Isaura (phim truyền hình 1976)
Nô tì Isaura (tiếng Bồ Đào Nha: Escrava Isaura) là bộ phim thuộc thể loại telenovela của Brasil, sản xuất năm 1976 - 1977. Truyện phim dựa theo tiểu thuyết cùng tên của nhà văn Bernardo Guimarães. Bộ phim được đạo diễn bởi Herval Rossano. Bộ phim được làm lại vào năm 2004 cũng bởi Herval Rossano.

## Nội dung
Là con gái một nô tì lai da đen và một viên quản lý người Bồ Đào Nha, Isaura được nữ chủ nhân một điền trang ở Campos thuộc tỉnh Rio de Janeiro nuôi dạy như một tiểu thư con nhà giàu. Vào tuổi hai mươi, nhan sắc của nàng được mọi người chiêm ngưỡng: dung nhan như một nữ thần, mái tóc đen dài và rậm, dáng dấp như một nữ hoàng.
Nhưng rồi nữ chủ nhân qua đời trong khi chưa kịp trả tự do cho cô gái, bỏ nàng lại làm một mồi ngon cho dục vọng của Leoncio, người chủ mới của điền trang. Bị ép uổng, hành hạ, Isaura phải trốn đi với cha, sau khi Leoncio không chịu để ông này chuộc con về.
Ở Recife, số phận run rủi cho Isaura gặp Alvaro, một thanh niên giàu có tư tưởng chống chế độ nô lệ. Một tình yêu mãnh liệt nảy nở giữa hai người. Nhưng Alvaro vì thiếu tỉnh táo đã đưa nàng đến dự một buổi dạ hội của giới thượng lưu, trong đó Isaura bị lộ tung tích.

## Diễn viên
| - Lucélia Santos - Isaura/Elvira - Rubens de Falco - Leôncio - Edwin Luisi - Álvaro - Léa Garcia - Rosa - Gilberto Martinho - Comendador Almeida - Roberto Pirillo - Tobias - Norma Blum - Malvina - Mário Cardoso - Henrique - Haroldo de Oliveira - Andrén - Isaac Bardavid - Francisco - Zeni Pereira - Januária - Beatriz Lyra - Ester - Átila Iório - Miguel - Elisa Fernandes - Taís - Dary Reis - Conselheiro Fontoura - Maria das Graças - Santa - Ângela Leal - Carmem - Ítalo Rossi - José - Francisco Dantas - Sr. Matoso - Myrian Rios - Aninha Matoso - Carlos Duval - Beltrão - André Valli - Martinho - Clarisse Abujamra - Lúcia - José Maria Monteiro - Đại úy Andrade | - Gilda Sarmento - Carolina - Ary Coslov - Geraldo - Neuza Borges - Rita - Edyr de Castro - Ana - Lady Francisco - Juliana - Amíris Veronese - Alba - Ana Maria Grova - Eneida - Almeida Santos - Jaime - Aguinaldo Rocha - Bác sĩ Alceu - Nena Ainhorem - Lucíola - Mário Polymeno - Palhares - Marlene Figueiró - Leonor - Alexandre Lambert - Geraldo - Joyce de Oliveira - Lídia Iório - Janser Barreto - Dudu Moraes - Joel Silva - Hilda Reis - Ana Lúcia Torre - Henriette Morineau - Mme. Madeleine Besançon - Marcos Frota - Eurípedes |

## Nhạc phim
1. "Prisioneira" - Elizeth Cardoso (Isaura's theme)
2. "Amor Sem Medo" - Francis Hime (Álvaro's theme)
3. "Retirantes" - Dorival Caymmi (opening theme)
4. "Nanã" - Orquestra Som Livre
5. "Banzo" - Tincoãs
6. "Mãe Preta" - Coral Som Livre